# Roxana Corbran
Roxana Lilian Corbran Rizzo  (Pando, Canelones, 20 de septiembre de 1963) es una abogada, académica, empresaria, funcionaria y política uruguaya y francesa especializada en derecho aeronáutico y espacial, transportes y derecho internacional privado.  
En 2024 fue precandidata a la Presidencia de Uruguay y candidata a Senadora Nacional por el sector Fuerza Nacionalista del Partido Nacional. En las Elecciones Generales se impuso como 2da candidata más votada, debajo de la lista del entonces presidente de Uruguay, Luis Alberto Lacalle Pou

## Biografía

### Primeros años
Roxana Lilián Corbran Rizzo nació en Uruguay, en Pando, del departamento de Canelones . Hija de madre uruguaya de origen italiano, Alba Rizzo Perdomo y de padre francés Frédéric Corbran. Su padre vivió la Segunda Guerra Mundial en Normandía y su abuelo fue un héroe de la Primera Guerra Mundial condecorado con la Medalla Militar y la Cruz de Guerra con Palmas (fue herido en batalla en Bélgica). Roxana vivió toda su infancia y adolescencia en el campo uruguayo y pasó largas estancias estivales en las costas de José Ignacio donde compartió con su familia la pasión por el mar. 
Realizó sus estudios universitarios en la Facultad de Derecho de la Universidad de la República y algunos estudios técnicos y de posgrado en Universidades españolas. Es Doctora en Derecho y Ciencias Sociales, Especializada en Derecho Aeronáutico y Espacial; y Máster en Gestión y Derecho del Transporte. 
Está casada con Rafael Daniel Biurrun Bernerón, Catedrático (Grado 5) de Técnica Forense y Profesor Agregado (grado 4) de Derecho Procesal de la Facultad de Derecho de la Universidad de la República. Tiene un hijo, el diputado montevideano Martín Biurrun. 
Cuenta con las nacionalidades uruguaya y francesa.

## Ámbito político

### En Uruguay
Desde niña descubrió los valores del Partido Nacional por influencia de su tío “Tito” Rizzo y de su tía Mabel Rizzo, ex legisladora departamental de Canelones. Asimismo, su vocación se fue desarrollando durante su período estudiantil, luego como egresada militando por la Corriente Gremial Universitaria (CGU) y finalmente como representante docente de Pluralismo Universitario. 
En las elecciones de 1999 apoyó la candidatura a diputado de Luis Lacalle Pou y realizó durante dos años giras de asistencia jurídica para personas carenciadas en diversos municipios del Departamento de Canelones. 
En 2009 es electa Secretaria de la agrupación departamental Fuerza Nacionalista del Partido Nacional en Canelones y en 2014 asciende a Presidente de la agrupación y es también elegida Vicepresidente de la Agrupación Nacional Wilsonismo Siglo XXI Tercera Vía liderada por el arquitecto Miguel Cecilio.
En las elecciones de 2014 se integra al equipo técnico en apoyo al Senador Sergio Abreu y posteriormente encabeza la lista del sector Dignidad Nacional en Canelones resultando electa Convencional Departamental del Partido Nacional teniendo como suplente a Gonzalo Rodríguez. En las elecciones nacionales de octubre de 2019 fue suplente en la primera línea al Senado del Senador Sergio Abreu. 
En las elecciones departamentales de 2015 es proclamada por la Convención como candidata a Intendente de Canelones por el Partido Nacional. Las encuestas le dan 4% y obtiene finalmente un 9%. Tras este resultado el Frente Amplio pierde la mayoría absoluta en el legislativo departamental.   
En 2019 la agrupación Fuerza Nacionalista del Partido Nacional en Canelones se convierte en agrupación nacional y Roxana Corbran es elegida Presidente. 
En las elecciones nacionales de 2019 lanza una lista al Senado en 6 departamentos en sublema con el sector Todos, hacia adelante de Luis Lacalle Pou que resulta electo Presidente de la República ese mismo año.
En 2021 es reelecta Presidente de la agrupación nacional Fuerza Nacionalista del Partido Nacional. 
En las elecciones del Directorio del Partido Nacional en 2021 resulta electa miembro suplente del Directorio.
En diciembre de 2023 el sector Fuerza Nacionalista del Partido Nacional, la proclama precandidata a la Presidencia de Uruguay por el Partido Nacional terminando en junio de 2024 en quinta posición de los votos del partido.
En las elecciones nacionales de octubre de 2024, el sublema de Corbran "En Marcha" obtiene 12.649 sufragios, llegando en segunda posición de los cinco sublemas partidarios.

### En Francia
En 2017 fue candidata suplente en las elecciones legislativas francesas por el segundo distrito del exterior.
En 2021 fue candidata titular en las elecciones legislativas francesas por el sexto distrito del exterior. Llega en tercera posición con 9% de los votos. Además, es elegida miembro del Directorio y Secretaria General del Partido Los Independientes. 

### Cargos públicos ocupados
De 2002 a 2005 es Asesora de la Vicepresidente del SODRE Julia Rodríguez Larreta (actual Directora del Diario El País). 
De 2010 a 2015 es miembro de la comisión asesora ad honorem para la reforma consular del servicio exterior (Ministerio de Relaciones Exteriores)
Desde 2021 es Delegada de Uruguay ante la Comisión Latinoamericana de Aviación Civil y Representante ante el Grupo de Expertos Políticos, Económicos y Jurídicos del Transporte Aéreo y el Grupo de Gestión de este organismo internacional. 
En 2023 asume también como Asesora I Experta en Derecho Internacional y Derecho Aeronáutico, Espacial de la Dirección Nacional de Aviación Civil e Infraestructura Aeronáutica del Uruguay.
El Ministro de Defensa Nacional la designa ese mismo año Asesora Honoraria del Comando General de la Fuerza Aérea Uruguaya. También asume como Directora de Investigaciones Jurídicas CIDAE a cargo del desarrollo de las investigaciones jurídicas aeronáuticas y espaciales del país. 
Además es miembro correspondiente y miembro del Comité Asesor Internacional del Instituto de Derecho Aeronáutico y Espacial de la Fuerza Aérea de la República Argentina. 

### Organismo Internacionales
En 2022 es designada Coordinadora GRUGES de la Comisión Latinoamericana de Aviación Civil por el período 2022-2024, a propuesta de Uruguay y ratificada por los Estados partes de este organismo. 
En 2022 participa como Observadora por la Asociación Latinoamericana de Derecho Aeronáutico y Espacial en la 41 Asamblea de la Organización de Aviación Civil Internacional
En 2016 participa como Observadora del Instituto Iberoamericano de Derecho Aeronáutico y del Espacio en los talleres regionales de la UNASUR. 

### Ámbito académico
En sus primeros años de juventud fue profesora de francés de la Administración Nacional de Educación Pública. Posteriormente inició una carrera como docente universitaria en torno al Derecho. Actualmente se desempeña como:  
Profesora Titular de Derecho del Transporte de la Universidad CLAEH de Punta del Este
Profesora (Grado 4) del Instituto de Derecho Internacional Privado de la Universidad de la República
Docente a cargo de la asignatura Derecho Aeronáutico y Espacial de la Universidad de la República
Docente a cargo de la asignatura en Derecho de los Transportes de la Universidad de la República
Directora Académica de Derecho Internacional Privado en el Instituto Universitario Sudamericano
Docente de Transporte Internacional de la Escuela de Comercio Exterior y Aduana, Asociación de Despachantes de Aduana del Uruguay.
Es claustrista representante del orden docente en la Asamblea del Claustro de la Facultad de Derecho de la Universidad de la República. 
Dicta clases regularmente en la ciudad de Montevideo, Salto y Punta del Este. 
También fue profesora de la Escuela Francesa de Negocios en materias relacionadas al marco normativo del Comercio Exterior y Rectora de UIABA (Fundación Prof. Dr. Álvaro Bauzá Araujo de Aeronáutica y Afines).

## Publicaciones
Es autora coordinadora de tres libros: "Comercio Exterior: Marco Normativo", "Comercio Exterior: Transportes" y "Derecho Internacional Privado: compendio de normas", además de más de un centenar de artículos en revistas especializadas y publicaciones académicas.

## Premios y distinciones
- Reconocimiento de la Honorable Cámara de Diputados del Paraguay por su aporte a la relación cultural entre Uruguay y Paraguay.
- Reconocimiento del Instituto Iberoamericano de Derecho Aeronáutico y del Espacio por su destacada labor como Corresponsal.